# Колесников Ігор Анатолійович
Ігор Анатолійович Колесников (нар. 23 червня 1970) — український футболіст, що грав на позиції воротаря. Відомий за виступами у складі низки українських команд різних ліг, зокрема в клубі вищої української ліги «Прикарпаття» з Івано-Франківська.

## Клубна кар'єра
Ігор Колесников розпочав виступи на футбольних полях у команді другої ліги СРСР «Кристал» з Херсона. У 1989 році призваний на строкову службу до армії, яку проходив спочатку в аматорському клубі СКА (Київ), який у 1990 році грав у другій радянській лізі. У 1991 році Колесников повернувся до херсонської команди. Протягом 1992 року футболіст грав у складі команди першої української ліги «Рось» з Білої Церкви. На початку 1993 року Ігор Колесников перейшов до складу команди перехідної ліги «Нива-Борисфен» з Миронівки, в якій грав до кінця сезону 1992—1993 років. На початку сезону 1993—1994 років Колесников став гравцем команди першої української ліги «Хімік» із Сєвєродонецька, в якій грав до кінця 1994 року, провів у її складі 55 матчів чемпіонату України. На початку 1995 року футболіст перейшов до складу клубу вищої української ліги «Прикарпаття» з Івано-Франківська, проте зіграв у його складі лише 2 матчі.
на початку сезону 1995—1996 років Ігор Колесников став гравцем команди першої ліги «Металург» з Нікополя, в якому зіграв лише 4 матчі, та на початку 1996 року знову став гравцем команди з Миронівки, яка змінила назву на «Нива», та грала на той час у другій українській лізі. За півроку Колесников став гравцем аматорської команди «Аверс» з Бахмача, в складі якої грав у аматорській першості України. На початку 1997 року Ігор Колесников перейшов до складу команди першої ліги «Кристал» з Чорткова, але вже за півроку повернувся до складу «Аверса», який стартував у другій українській лізі. Проте бахмацький клуб не зумів завершити навіть першу половину сезону, та знявся з виступів, і з початку 1998 року Колесников захищав ворота клубу другої ліги «Система-Борекс» з Бородянки. На початку 2000 року футболіст отримав можливість трансферу до Фінляндії, проте дані за виступи в цій країні в Колесникова відсутні. У 2003 році Ігор Колесников грав за аматорську команду «Укррічфлот» з Херсона. після чого завершив виступи на футбольних полях.